# 中国共产党中央委员会候补委员
中国共产党中央委员会候补委员，簡稱中共中央候補委員、中央候補委員，由中国共产党全国代表大会选出，党员必需具备五年以上党龄。中央委员会候补委员和中央委员会的任期同样是五年。當中央委员会委员出缺时，由中央委员会候补委员按照得票多少依次递补。中央候补委员与中央委员一样，都可以出席中央全会，不過中央候补委员只有发言权，没有选举权、被选举权和表决权。

## 人员结构
中共中央候补委员一般是：
- 中共中央直属机构、国务院组成部门的副部長級負責人；
- 各省（自治區、直轄市）黨委副書記，省級黨委宣傳部長、組織部長、副省長（自治區副主席、副市長）；
- 副省級城市的市委書記；
- 中國人民解放軍战区级副职干部/中将和少量的正军职优秀干部/少将（多数将在当选后不久晋升中将)；
- 各人民團體負責人；
- 金融机构、国有重要骨干企业、高等院校、科研单位领导人员；
- 各条战线专家学者；
- 在基层工作的优秀代表。

## 历届中共中央候补委员
- 中国共产党第五届中央委员会候补委员列表
- 中国共产党第六届中央委员会候补委员列表
- 中国共产党第七届中央委员会候补委员列表
- 中国共产党第八届中央委员会候补委员列表
- 中国共产党第九届中央委员会候补委员列表
- 中国共产党第十届中央委员会候补委员列表
- 中国共产党第十一届中央委员会候补委员列表
- 中国共产党第十二届中央委员会候补委员列表
- 中国共产党第十三届中央委员会候补委员列表
- 中国共产党第十四届中央委员会候补委员列表
- 中国共产党第十五届中央委员会候补委员列表
- 中国共产党第十六届中央委员会候补委员列表
- 中国共产党第十七届中央委员会候补委员列表
- 中国共产党第十八届中央委员会候补委员列表
- 中国共产党第十九届中央委员会候补委员列表
- 中国共产党第二十届中央委员会候补委员列表

## 被整肃的中央候补委员一览
- 1929年，王仲一因背叛中共被撤销中央候补委员资格
- 1950年，与高岗发生冲突的黎玉、刘子久撤销中央候补委员资格
- 1999年，许运鸿因滥用职权，给国家造成巨大损失而被撤销中央候补委员资格
- 2000年，徐鹏航因纵容家属收受湖北黄石康赛集团公司的职工内部股而被撤销中央候补委员资格
- 2001年，石兆彬因卷入远华案而被撤销中央候补委员资格，李嘉廷因收受巨额贿赂而被撤销中央候补委员资格
- 2002年，王雪冰因收受贿赂而被撤销中央候补委员资格
- 2007年，杜世成因纵容、庇护以聂磊为首的黑社会犯罪组织而被撤销中央候补委员资格
- 2014年，李春城、王永春、万庆良因严重违法违纪而被撤销中央候补委员资格
- 2015年，朱明国、王敏、陈川平、仇和、杨卫泽、潘逸阳、余远辉因严重违法违纪而被撤销中央候补委员资格
- 2016年，吕锡文、范长秘、牛志忠因严重违法违纪而被撤销中央候补委员资格
- 2017年，李云峰、杨崇勇、莫建成因严重违法违纪而被撤销中央候补委员资格